# Вати, Такадзи
Такадзи Вати (яп. 和知 鷹二 Вати Такадзи, 1 февраля 1893 — 30 октября 1978) — японский военачальник, участник японо-китайской войны 1937—1945 годов. Военный преступник.

## Биография
Родился в префектуре Хиросима. В 1914 году окончил Военную академию, в 1922 — Высшую военную академию. Был специалистом в области синологии, хорошо знал китайский язык. В 1925—1927 годах служил военным атташе на территории южного Китая, затем, в 1928—1929 годах, — в Цзинане. В 1931—1932 годах являлся офицером штаба Квантунской армии. Пытался спровоцировать в Южном Китае, особенно в Гуанси-Чжуанском автономном районе, восстание против правительства Чан Кайши.
В 1937 году Вати получил звание полковника и был отправлен в Квантунскую армию. По мнению ряда историков, именно Такадзи Вати был организатором Инцидента на Лугоуцяо. После начала японо-китайской войны был назначен в японскую гарнизонную армию в Китае.
В 1938 году был отправлен вначале на Тайвань, затем в Японию, где с 1938 по 1939 год возглавлял Генштаб армии. В 1939-40 годах служил в Центрально-Китайской экспедиционной армии. В 1940 году Вати был повышен до звания генерал-майора. В 1941 году был назначен начальником штаба Тайваньской армии.
В феврале 1942 года был переведён на должность начальника штаба 14-й армии, находящейся на Филиппинах. В 1943 году повышен до звания генерал-лейтенанта. Позднее был назначен начальником штаба 15-й армии.
После потери Филиппин, был отозван в Японию и назначен руководителем подразделения Кэмпэйтай в Хиросиме.
После капитуляции Японии Вати был арестован американцами и обвинён в совершении военных преступлений на территории Филиппин. Был признан виновным трибуналом в Йокогаме и приговорён к шести годам каторжных работ в тюрьме Сугамо. Досрочно освобождён в 1950 году.